# دومین نبرد راپاهانوک استیشن
دومین نبرد راپاهانوک استیشن (انگلیسی: Second Battle of Rappahannock Station) نبردی است منتسب به جنگ داخلی آمریکا که در تاریخ ۷ نوامبر ۱۸۶۳ به وقوع پیوست و در این نبرد، جورج مید ژنرال ارتش اتحادیه توانست که به پیروزی دست یابد.